# Okręg Łódź Narodowych Sił Zbrojnych
Okręg IX Łódź NSZ – jeden z okręgów w strukturze organizacyjnej Narodowych Sił Zbrojnych (NSZ).
Okręg powstał we wrześniu 1942 r. W 1943 r. liczył ok. 2 tys. żołnierzy.
Jego placówki szkoleniowe rozmieszczone były w Koluszkach, Brzezinach i Tomaszowie Mazowieckim. Większe oddziały partyzanckie  operowały w okolicach Piotrkowa Trybunalskiego, Rawy Mazowieckiej i Opoczna.

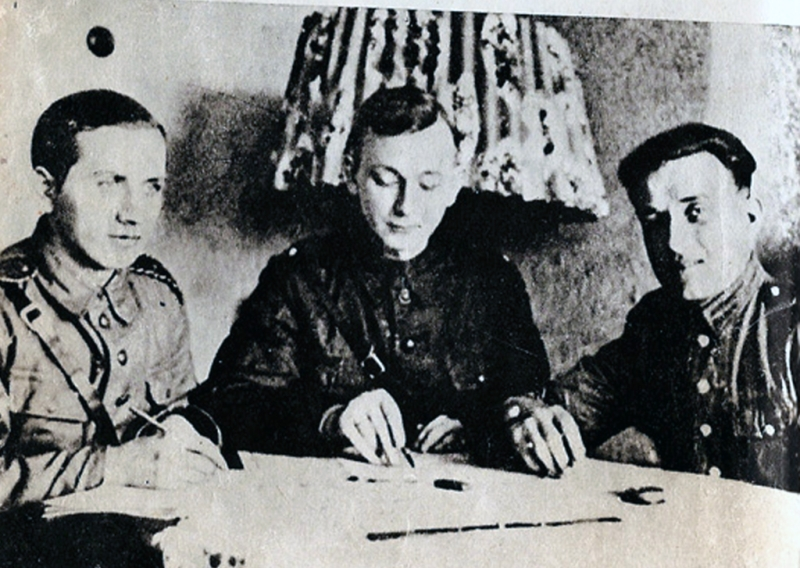
Członkowie grupy „Łódź” w 1945 roku; od lewej: Stefan Kaczmarek (zastępca), Jan Tomczak (dowódca), Tadeusz Słodkowski (radiotelegrafista)

W marcu 1945 r. mjr Michał Pobocha „Bolesławski”, przystąpił do tworzenia nowego okręgu. Nawiązał kontakt z członkami Komendy Powiatowej NSZ Koluszki. Wiosną 1945 zatwierdzono obsadę personalną kierownictwa Okręgu IV Łódź. Wszedł on w skład Obszaru Zachód (Inspektorat Ziem Zachodnich NSZ). Sztab okręgu posiadał sześć wydziałów, a  podlegał mu rejon NSZ w Brzezinach. Przy sztabie powstał jedenastoosobowy Oddział Akcji Specjalnej (AS). Łącznie Okręg liczył ok. 40 członków. W końcu lipca 1945 r. Łódź opuścili twórcy organizacji. Pozostali członkowie okręgu od sierpnia 1945 r. zaprzestali działalności w ramach NSZ. Do października 1947 r. przetrwał jedynie oddział AS. Od lipca do października 1947 r. WUBP w Łodzi rozpracował i aresztował dziewięciu członków NSZ z Okręgu Łódź.

## Komendanci okręgu
- strz./ppor. NSZ Ewaryst Zwierzewicz ps. „Bogumił Bogucki” (od września 1942 r. do marca 1944 r.)
- NN ps. „Andrzej Burza”
- kpt. Bolesław Woźniak „Gromowski”, „Czekaj Antoni”